# Atlabara FC
L'Atlabara FC (àrab: نادي أطلع برة لكرة القدم) és un club sud-sudanès de futbol de la ciutat de Juba.

## Palmarès
- Campionat de Sudan del Sud de futbol[3]
  - 2013, 2015, 2019